# Гревиллея розмаринолистная
Гревиллея розмаринолистная (лат. Grevillea rosmarinifolia) — вид цветковых растений рода Гревиллея (Grevillea) семейства Протейные (Proteaceae).
Представители вида произрастают в Австралии — штаты Новый Южный Уэльс и Виктория.

## Ботаническое описание
Кустарник высотой до 180 см, с густо опушёнными ветвями.
Листья цельные, узко-ланцетные, длиной до 10 см, к обоим концам суженные и заострённые, сверху голые, снизу шелковисто-опушённые.
Цветки почти сидячие, собраны в многоцветковые, конечные, короткие кистях, кроваво-красные, с изогнутой трубкой длиной около 1 см.

## Таксономия
Вид Гревиллея розмаринолистная входит в род Гревиллея (Grevillea) семейства Протейные (Proteaceae) порядка Протеецветные (Proteales).
Первые описания в 1809 использовали имя «Grevillia». Имя рода взято в честь Charles Francis Greville (1749—1809), члена Королевского Общества и Linnean Society of London.
|  |                                      |  |                                                             |                                                             |                     |  | ещё 2 семейства (согласно Системе APG II) | ещё 2 семейства (согласно Системе APG II) |                                |  |  |  | ещё около 360 видов |
|  |                                      |  |                                                             |                                                             |                     |  | ещё 2 семейства (согласно Системе APG II) | ещё 2 семейства (согласно Системе APG II) |                                |  |  |  | ещё около 360 видов |
|  |                                      |  |                                                             | порядок Протеецветные                                       |                     |  |                                           |                                           | род Гревиллея                  |  |  |  |                     |
|  |                                      |  |                                                             | порядок Протеецветные                                       |                     |  |                                           |                                           | род Гревиллея                  |  |  |  |                     |
|  | отдел Цветковые, или Покрытосеменные |  |                                                             |                                                             | семейство Протейные |  |                                           |                                           | вид Гревиллея розмаринолистная |  |  |  |                     |
|  | отдел Цветковые, или Покрытосеменные |  |                                                             |                                                             | семейство Протейные |  |                                           |                                           |                                |  |  |  |                     |
|  |                                      |  | ещё 44 порядка цветковых растений (согласно Системе APG II) | ещё 44 порядка цветковых растений (согласно Системе APG II) |                     |  |                                           | ещё около 80 родов                        | ещё около 80 родов             |  |  |  |                     |
|  |                                      |  |                                                             | ещё 44 порядка цветковых растений (согласно Системе APG II) |                     |  |                                           |                                           | ещё около 80 родов             |  |  |  |                     |